# 54 (číslo)
Padesát čtyři (54) je přirozené číslo, které následuje po čísle padesát tři a předchází číslu padesát pět. Římskými číslicemi se zapisuje LIV a jeho prvočíselný rozklad je 54 = 2 . 33.

## Věda
- Atomové číslo xenonu je 54.

## Doprava
- Mezi otevřením stanice Depo Hostivař v roce 2006 a úseku IV.C2 (Střížkov, Prosek a Letňany) mělo pražské metro 54 stanic.

## Ostatní
- +54 je mezinárodní telefonní předvolba Argentiny

## Roky
- 54
- 54 př. n. l.